# Dagombas

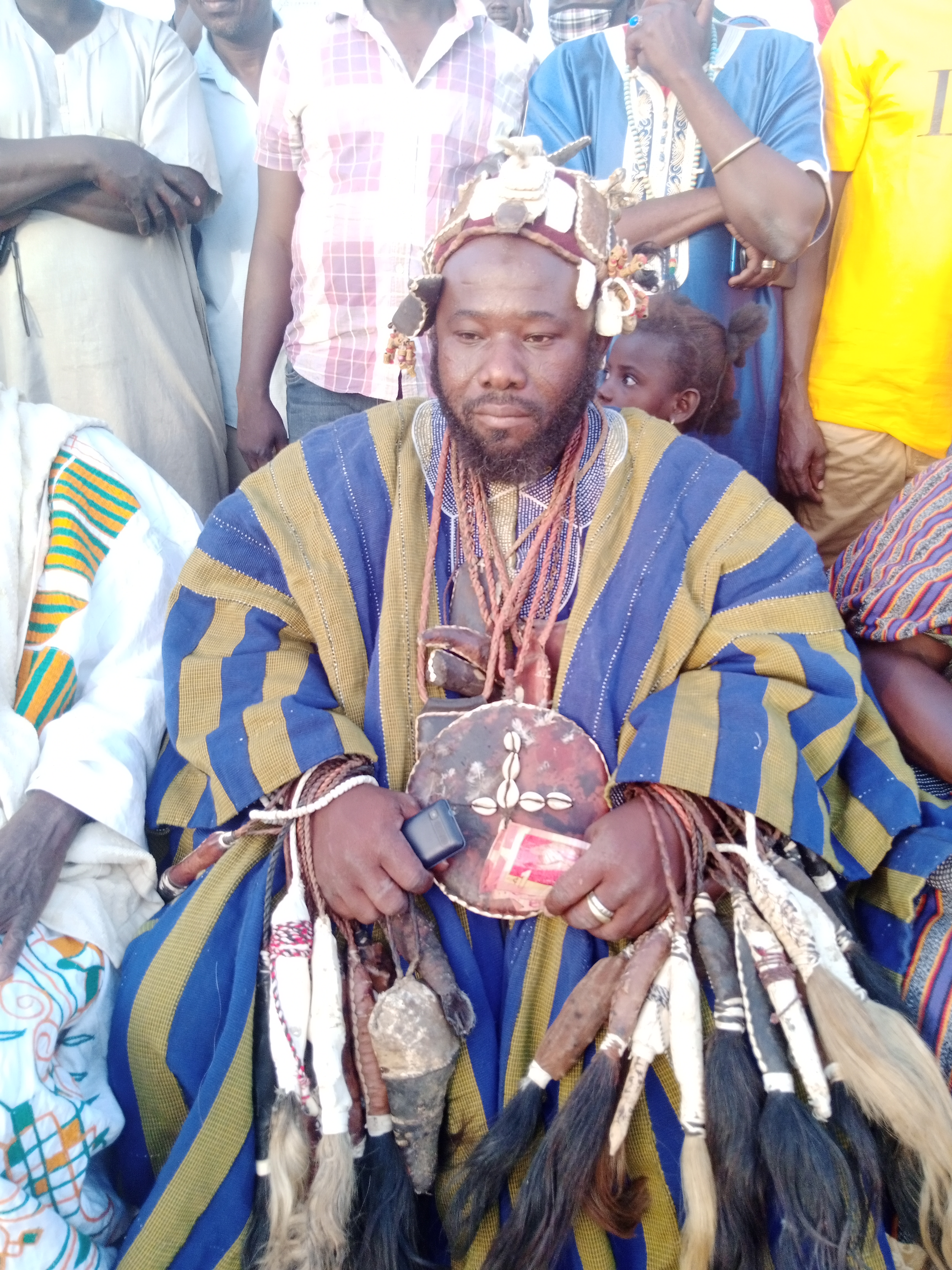
Traje típico dos Dagombas

Dagombas (em dagani: dagbomba) são um grupo étnico gur do Gana, falante da língua dagani. No século XIV, fundaram o Reino de Dagom, hoje incorporado ao Gana como um de seus reinos tradicionais.

## bibliografia
- Editores (1998). «Dagomba». Britânica Online